# Rivière Nominingue
Rivière Nominingue är ett vattendrag i Kanada.   Det ligger i provinsen Québec, i den sydöstra delen av landet, 130 km nordost om huvudstaden Ottawa.
I omgivningarna runt Rivière Nominingue växer i huvudsak blandskog. Runt Rivière Nominingue är det mycket glesbefolkat, med 7 invånare per kvadratkilometer.